# فهرست هواداران حقوق جانوران
هواداران حقوق جانوران از فلسفه حقوق جانوران حمایت می‌کنند. آنها بر این باورند که بسیاری یا همه جانوران ذی‌شعور دارای ارزش اخلاقی هستند که مستقل از فایده آنها برای انسان است، و اینکه اساسی‌ترین علایق آنها - مانند اجتناب از رنج - باید مانند علایق مشابه انسان‌ها مورد توجه قرار گیرد. آنها از روش‌های مختلفی از جمله اقدام عملی مستقیم برای مخالفت با دامپروری استفاده می‌کنند. بسیاری از هواداران حقوق جانوران استدلال می‌کنند که جانوران غیرانسانی باید به عنوان افرادی در نظر گرفته شوند که منافع آنها مستحق حمایت قانونی است.
| نام                                                | زادهٔ         | نگاره                  | کشور زادگاه | پیشه | منبع                            |
| -------------------------------------------------- | ------------ | ---------------------- | --- | --- | ------------------------------- |
| Elisa Aaltola                                      | ۱۹۷۶         |                        | فنلاند | فیلسوف، نویسندهٔ Animal Individuality: Cultural and Moral Categorisations (2006) and Animal Suffering: Philosophy and Culture (2012)                                                              | [ ۲ ]                           |
| کارول آدامز                                        | ۱۹۵۱         |                        | ایالات متحده آمریکا | اکوفمینیست، نویسنده، نویسندهٔ The Sexual Politics of Meat (1990) | [ ۳ ]                           |
| برایان آدامز                                       | ۱۹۵۹         |                        | کانادا | موسیقی‌دان، کارزارکنندهٔ بنیاد مردمی رعایت اصول اخلاقی در برابر جانوران |                                 |
| داگلاس آدامز                                       | ۱۹۵۲–۲۰۰۱    |                        | بریتانیا | نویسنده، کارزارکنندهٔ Great Ape Project | [ ۴ ]                           |
| Dina Zulfikar                                      | ۱۹۶۲         |                        | مصر | پخش فیلم، کنشگر حقوق جانوران، بنیانگذار SPARE Animal Welfare Society، عضو رفاه و حقوق جانوران در هلند                                                                                            | [ ۵ ]                           |
| Cleveland Amory                                    | ۱۹۱۷–۱۹۹۸    |                        | ایالات متحده آمریکا | بنیانگذار صندوق جانوران، رئیس New England Anti-Vivisection Society | [ ۶ ]                           |
| پاملا اندرسون                                      | ۱۹۶۷         |                        | کانادا | مدل، کارزارکنندهٔ بنیاد مردمی رعایت اصول اخلاقی در برابر جانوران | [ ۷ ]                           |
| Claudine André                                     | ۱۹۴۶         |                        | بلژیک | حفاظت‌گرا، بنیان‌گذار پناهگاه بونوبو، Lola ya bonobo | [ ۸ ]                           |
| James Aspey                                        | ۱۹۸۶         |                        | استرالیا | مربی فیتنس، استاد حقوق جانوران | [ ۹ ]                           |
| Michael Aufhauser                                  | ۱۹۵۲         |                        | آلمان | بنیانگذار Gut Aiderbichl، یک پناهگاه جانوری | [ ۱۰ ]                          |
| Greg Avery                                         | ۱۹۶۳         |                        | بریتانیا | بنیانگذار Consort beagles، کارزارهای Hillgrove cats و SHAC | [ ۱۱ ]                          |
| Matt Ball                                          | ۱۹۶۸         |                        | ایالات متحده آمریکا | بنیانگذار و رئیس یگ گام برای جانوران، متخصص رسانه‌ای The Good Food Institute، گیاه‌خوار، نویسندهٔ The Animal Activist's Handbook (2009)                                                             | [ ۱۲ ]                          |
| مارتن بالوخ                                        | ۱۹۵۴         |                        | اتریش | بنیانگذار Vegane Gesellschaft Österreich و رئیس Verein Gegen Tierfabriken | [ ۱۳ ]                          |
| نیل برنارد                                         | ۱۹۵۳         |                        | ایالات متحده آمریکا | رئیس کمیته پزشکان برای پزشکی مسئولانه | [ ۱۴ ]                          |
| Shane and Sia Barbi                                | ۱۹۶۳         |                        | ایالات متحده آمریکا | مدل‌ها | [ ۱۵ ]                          |
| بریژیت باردو                                       | ۱۹۳۴         |                        | فرانسه | بازیگر پیشین، کنشگر حقوق جانوران، بنیانگذار Brigitte Bardot Foundation | [ ۱۶ ]                          |
| باب بارکر                                          | ۱۹۲۳–۲۰۲۳    |                        | ایالات متحده آمریکا | میزبان پیشین The Price Is Right, کنشگر حقوق جانوران |                                 |
| Gene Baur                                          | ۱۹۶۲         |                        | ایالات متحده آمریکا | بنیانگذار Farm Sanctuary | [ ۱۷ ]                          |
| Tom Beauchamp                                      | ۱۹۳۹         |                        | ایالات متحده آمریکا | استاد فلسفه در دانشگاه جرج‌تاون، نویسندهٔ The Human Use of Animals (1998) | [ ۱۸ ]                          |
| Marc Bekoff                                        | ۱۹۴۵         |                        | ایالات متحده آمریکا | استاد بازنشسته بومشناسی و زیست‌شناسی فرگشتی در دانشگاه کلزرادو، Boulder, بنیانگذار همراه با رفتارشناس جین گودال برای درمان اخلاقی جانوران                                                         | [ ۱۹ ]                          |
| جرمی بنتام                                         | ۱۷۴۸–۱۸۳۲    |                        | بریتانیا | فیلسوف، نویسندهٔ the oft-quoted "The question is not, Can they reason? nor, Can they talk? but, Can they suffer?"                                                                                 | [ ۲۰ ]                          |
| استیون بست                                         | ۱۹۵۵         |                        | ایالات متحده آمریکا | فیلسوف، سخنگوی پیشین دفتر مطبوعاتی آزادی جانوران | [ ۲۱ ]                          |
| Michela Vittoria Brambilla                         | ۱۹۶۷         |                        | ایتالیا | Politician | [ ۲۲ ]                          |
| بریجید بروفی                                       | ۱۹۲۹–۱۹۹۵    |                        | بریتانیا | نویسنده، نویسندهٔ مقالهٔ، "The Rights of Animals" در The Sunday Times, London, 1965 | [ ۲۳ ]                          |
| Mel Broughton                                      | ۱۹۶۰         |                        | بریتانیا | بنیانگذار SPEAK campaign | [ ۲۴ ]                          |
| Joseph Buddenberg                                  | ۱۹۸۴         |                        | ایالات متحده آمریکا | Mink liberator, twice indicted on Animal Enterprise Terrorism Act charges. Served two years in federal prison for liberating 5,740 mink from U.S fur farms.                                      | [ ۲۵ ]                          |
| Ned Buyukmihci                                     |              |                        | بریتانیا | دکتر دامپزشک، بنیانگذار انجمن دامپزشکان برای حقوق جانوران | [ ۲۶ ]                          |
| Lydia Canaan                                       |              | پرونده:Lydiacanaan.jpg | لبنان | آوازخوان و آوازنویس، نخستین ستاره راک در خاورمیانه، نماینده سازمان ملل، کنشگر حقوق جانوران، حامی رفاه جانوران                                                                                    | [ ۲۷ ] [ ۲۸ ] [ ۲۹ ]            |
| دیوید کانتور                                       | ۱۹۵۴         |                        | ایالات متحده آمریکا | بنیانگذار و مدیر اجرایی Responsible Policies for Animals, یک سازمان ملی آموزشی ناسودبر در گلنسیدا، پنسیلوانیا                                                                                    |                                 |
| Joey Carbstrong                                    | ۱۹۸۶         |                        | استرالیا | کنشگر حقوق جانوران، کنشگر گیاه‌خواری | [ ۳۱ ]                          |
| Paola Cavalieri                                    | ۱۹۵۰         |                        | ایتالیا | فیلسوف، کارزارکنندهٔ Great Ape Project | [ ۳۲ ]                          |
| Margaret Cavendish, Duchess of Newcastle-upon-Tyne | ۱۶۲۳–۱۶۷۳    |                        | بریتانیا | نویسنده، ضدزنده‌شکافی | [ ۳۳ ]                          |
| Alan Clark                                         | ۱۹۲۸–۱۹۹۹    |                        | بریتانیا | عضو محافظه‌کار پارلمان (1974–1992 و 1997–1999), تاریخدان، diarist | [ ۳۴ ]                          |
| Stephen R. L. Clark                                | ۱۹۴۵         |                        | بریتانیا | استاد فلسفه در دانشگاه لیورپول (۱۹۸۴–۲۰۰۹), نویسندهٔ The Moral Status of Animals (۱۹۷۷) | [ ۳۵ ]                          |
| Jean Clemens                                       | ۱۸۸۰–۱۹۰۹    |                        | ایالات متحده آمریکا | Daughter of مارک تواین | [ ۳۶ ]                          |
| فرانسیس پاور کوب                                   | ۱۸۲۲–۱۹۰۴    |                        | بریتانیا | بنیانگذار National Anti-Vivisection Society و اتحادیه بریتانیایی الغای زنده‌شکافی | [ ۳۷ ]                          |
| Alasdair Cochrane                                  | ۱۹۷۸         |                        | بریتانیا | نظریه‌پرداز سیاسی در دانشگاه شفیلد; نویسندهٔ An Introduction to Animals and Political Theory و Animal Rights without Liberation                                                                    | [ ۳۸ ]                          |
| Sue Coe                                            | ۱۹۵۱         |                        | بریتانیا | هنرمند، تصویرپرداز، نویسندهٔ Cruel: Bearing Witness to Animal Exploitation (2012) | [ ۳۹ ]                          |
| جان ماکسول کوتسی                                   | ۱۹۴۰         |                        | آفریقای جنوبی | رمان‌پرداز، دریافت‌کنندهٔ جایزه نوبل ادبیات ۲۰۰۳، نویسندهٔ The Lives of Animals (1999) | [ ۴۰ ]                          |
| Priscilla Cohn                                     | ۱۹۳۳–۲۰۱۹    |                        | ایالات متحده آمریکا | استاد بازنشسته فلسفه در دانشگاه ایالتی پنسیلوانیا، معاون مدیر Oxford Centre for Animal Ethics | [ ۴۱ ]                          |
| Jake Conroy                                        | ۱۹۷۶         |                        | ایالات متحده آمریکا | عضو SHAC7, کنشگر حقوق جانوران | [ ۴۲ ]                          |
| Rod Coronado                                       | ۱۹۶۶         |                        | ایالات متحده آمریکا | کنشگر حقوق جانوران، در گذشته جبهه آزادی‌بخش جانوران، اول زمین! و جبهه آزادی‌بخش زمین | [ ۴۳ ]                          |
| جیمز کرامول                                        | ۱۹۴۰         |                        | ایالات متحده آمریکا | بازیگر، بازی در نقش کشاورز بیب (فیلم ۱۹۹۵) (۱۹۹۵) | [ ۴۴ ]                          |
| Karen Davis                                        | ۱۹۴۴–۲۰۲۳    |                        | ایالات متحده آمریکا | رئیس نگرانی‌های متحد ماکیان، نویسندهٔ The Holocaust and the Henmaid's Tale (2005) | [ ۴۵ ]                          |
| David DeGrazia                                     | ۱۹۶۲         |                        | ایالات متحده آمریکا | استاد فلسفه در دانشگاه جرج واشینگتن، نویسندهٔ Taking Animals Seriously (1996) | [ ۴۶ ]                          |
| Chris DeRose                                       | ۱۹۴۸         |                        | ایالات متحده آمریکا | بنیانگذار Last Chance for Animals | [ ۴۷ ]                          |
| Rukmini Devi                                       | ۱۹۰۴–۱۹۸۶    |                        | هند | رقاص، بنیانگذار Animal Welfare Board of India | [ ۴۸ ]                          |
| Nina Douglas-Hamilton, Duchess of Hamilton         | ۱۸۷۸–۱۹۵۱    |                        | بریتانیا | بنیانگذار Animal Defence and Anti-Vivisection Society | [ ۴۹ ]                          |
| Hugh Dowding, 1st Baron Dowding                    | ۱۸۸۲–۱۹۷۰    |                        | بریتانیا | رهبر RAF Fighter Command, رئیس National Anti-Vivisection Society | [ ۵۰ ]                          |
| Muriel Dowding, Baroness Dowding                   | ۱۹۰۸–۱۹۸۱    |                        | بریتانیا | بنیانگذار Beauty Without Cruelty | [ ۵۱ ]                          |
| Alice Drakoules                                    | ۱۸۵۰–۱۹۳۳    |                        | بریتانیا | حامی مادام‌العمر و خزانه‌دار Humanitarian League et al. | [ ۵۲ ]                          |
| Joan Dunayer                                       |              |                        | ایالات متحده آمریکا | نویسندهٔ Animal Equality (2001) و Speciesism (2004) | [ ۵۳ ]                          |
| Lawrence Finsen                                    |              |                        | ایالات متحده آمریکا | استاد فلسفه در دانشگاه ردلندز، نویسندهٔ The Animal Rights Movement in America (1994) | [ ۵۴ ]                          |
| داین فوسی                                          | ۱۹۳۲–۱۹۸۵    |                        | ایالات متحده آمریکا | نخستی‌شناس، حفاظت‌گرا، هوادار گوریل‌های کوهی | [ ۵۵ ]                          |
| Roger Fouts                                        | ۱۹۴۳         |                        | ایالات متحده آمریکا | پژوهشگر نخستیان شناخته‌شده با کار Washoe the chimpanzee, مشاور Oxford Centre for Animal Ethics | [ ۵۶ ]                          |
| گری فرانسیون                                       | ۱۹۵۴         |                        | ایالات متحده آمریکا | استاد برجسته حقوق و Nicholas deB. Katzenbach Scholar of Law & Philosophy at Rutgers School of Law–Newark, leading پایان بهره‌کشی از جانوران، نویسندهٔ Animals, Property, and the Law (2005)        | [ ۵۷ ]                          |
| Bruce Friedrich                                    | ۱۹۶۹         |                        | ایالات متحده آمریکا | مدیر اجرایی The Good Food Institute | [ ۵۸ ]                          |
| Birutė Galdikas                                    | ۱۹۴۶         |                        | کانادا | ، نخستی‌شناس، حفاظت‌گرا، متخشش اورانگوتان‌ها | [ ۵۹ ]                          |
| مانکا گاندی                                        | ۱۹۵۶         |                        | هند | Politician, بنیانگذار People for Animals | [ ۶۰ ]                          |
| Robert Garner                                      | ۱۹۶۰         |                        | بریتانیا | استاد تئوری فلسفه در دانشگاه لیسستر؛ نویسندهٔ The Animal Rights Debate: Abolition or Regulation? (2010)                                                                                           | [ ۶۱ ]                          |
| Juliet Gellatley                                   |              |                        | بریتانیا | بنیانگذار و مدیر ویوا! (سازمان) | [ ۶۲ ]                          |
| Tal Gilboa                                         | ۱۹۷۸         |                        | اسرائیل | بنیانگذار جبهه آزادی جانوران اسرائیل | [ ۶۳ ]                          |
| Dick Goddard                                       | ۱۹۳۱–۲۰۲۰    |                        | ایالات متحده آمریکا | Television meteorologist, animal advocate. Ohio 131st General Assembly–House Bill 60 (Dick Goddard's Law) was passed, which is named after him.                                                  | [ ۶۴ ]                          |
| Antoine Goetschel                                  | ۱۹۵۸         |                        | سوئیس | قانونگذار، هوادار جانوران برای the canton of Zurich | [ ۶۵ ]                          |
| Lewis Gompertz                                     | c. 1783–1861 |                        | بریتانیا | نویسنده، Moral Inquiries on the Situation of Man and of Brutes (1824), بنیانگذار Animals' Friend Society for the Prevention of Cruelty to Animals                                                |                                 |
| جین گودال                                          | ۱۹۳۴         |                        | بریتانیا | بنیانگذار، Jane Goodall Institute, بنیانگذار همراه با رفتارشناس Marc Bekoff برایتیمار اخلاقی جانوران\|                                                                                           |                                 |
| Brigitte Gothière                                  | ۱۹۷۳         |                        | فرانسه | مدیر و سخنگوی گروه حقوق جانوران L214, که او همراه با Sébastien Arsac بنیانگذار بود. | [ ۶۶ ]                          |
| Celia Hammond                                      | ۱۹۴۱         |                        | بریتانیا | مدل پیشین، بنیانگذار Celia Hammond Animal Trust | [ ۶۷ ]                          |
| Stevan Harnad                                      | ۱۹۴۵         |                        | مجارستان | علوم شناختی، دانشگاه کبک در مونترآل | [ ۶۸ ]                          |
| Alex Hershaft                                      | ۱۹۳۴         |                        | ایالات متحده آمریکا | بنیانگذار Farm Animal Rights Movement و رئیس کنفرنس ملی حقوق جانوران ایالات متحده آمریکا | [ ۶۹ ]                          |
| بری هورن                                           | ۱۹۵۲–۲۰۰۱    |                        | بریتانیا | کنشگر حقوق جانوران، اعتصابگر غذا | [ ۷۰ ]                          |
| Oscar Horta                                        | ۱۹۷۴         |                        | اسپانیا | کنشگر جانوران و فلسفه اخلاق که اخیراً استاد در University of Santiago de Compostela (USC) و یکی از بنیانگذاران سازمان اخلاق جانوری                                                                | [ ۷۱ ]                          |
| Wayne Hsiung                                       | ۱۹۸۰         |                        | ایالات متحده آمریکا | قانونگزار، کنشگر نجات آزاد، بنیانگذار Direct Action Everywhere | [ ۷۲ ]                          |
| Harish Iyer                                        | ۱۹۷۹         |                        | هند | جانوران، LGBTIQ کنشگر حقوق کودکان |                                 |
| V. R. Krishna Iyer                                 | ۱۹۱۵–۲۰۱۴    |                        | هند | قاضی پیشین دیوان عالی هند | [ ۷۳ ]                          |
| pattrice jones                                     | ۱۹۶۱         |                        | ایالات متحده آمریکا | نویسنده، کنشگر، آموزشگر، بنیانگذار VINE Sanctuary | [ ۷۴ ]                          |
| ملانی جوی                                          | ۱۹۶۶         |                        | ایالات متحده آمریکا | روان‌شناس اجتماعی و کنشگر گیاه‌خواری، primarily notable for promulgating the term carnism |                                 |
| Roberta Kalechofsky                                | ۱۹۳۱–۲۰۲۲    |                        | ایالات متحده آمریکا | نویسنده، نویسندهٔ Animal Suffering and the Holocaust: The Problem with Comparisons (2003) | [ ۷۵ ]                          |
| Shannon Keith                                      |              |                        | ایالات متحده آمریکا | قانونگذار حقوق جانوران، مدیر Behind the Mask (2006) | [ ۷۶ ]                          |
| Lisa Kemmerer                                      |              |                        | ایالات متحده آمریکا | فیلسوف-کنشگر، نویسنده و آموزشگر | [ ۷۷ ]                          |
| Marti Kheel                                        | ۱۹۴۸–۲۰۱۱    |                        | ایالات متحده آمریکا | اکوفمینیست، نویسنده، بنیانگذار Feminists for Animal Rights | [ ۷۸ ]                          |
| Anna Kingsford                                     | ۱۸۴۶–۱۸۸۸    |                        | بریتانیا | فیزیکدان، ضدزنده‌شکافی، نویسندهٔ The Perfect Way in Diet (1881) | [ ۷۹ ]                          |
| Niko Koffeman                                      | ۱۹۵۸         |                        | هلند | سناتور، Party for the Animals | [ ۸۰ ]                          |
| کریستین کورسگارد                                   | ۱۹۵۲         |                        | ایالات متحده آمریکا | Arthur Kingsley Porter استاد فلسفه در دانشگاه هاروارد، نویسندهٔ Fellow Creatures (2018) | [ ۸۱ ]                          |
| Tiphaine Lagarde                                   | ۱۹۸۲         |                        | فرانسه | کنشگر و بنیانگذار French antispeciesist association "269 Libération animale" | [ ۸۲ ]                          |
| Carla Lane                                         | ۱۹۲۸–۲۰۱۶    |                        | بریتانیا | نویسنده تلویزیون، اجرای پناهگاه جانوران Animaline | [ ۸۳ ]                          |
| Gill Langley                                       | ۱۹۵۲         |                        | بریتانیا | دانشمند، کارزارکننده علیهکاربرد جانوران در پژوهش | [ ۸۴ ]                          |
| شارلوت آن لاوز                                     | ۱۹۶۰         |                        | ایالات متحده آمریکا | نوبسنده، میزبان تلویزیون و کنشگر حقوق جانوران | [ ۸۵ ]                          |
| Ronnie Lee                                         | ۱۹۵۱         |                        | بریتانیا | بنیانگذار جبهه آزادی‌بخش جانوران | [ ۸۶ ]                          |
| Tobias Leenaert                                    | ۱۹۷۳         |                        | بلژیک | کنشگر گیاه‌خواری، سخنگو، نویسندهٔ How to Create a Vegan World: a Pragmatic Approach, و وبلاگ‌نویس The Vegan Strategist, بنیانگذار Center for Effective Vegan Advocacy (CEVA) و ProVeg International | [ ۸۷ ]                          |
| Lizzy Lind af Hageby                               | ۱۸۷۸–۱۹۶۳    |                        | سوئد | بنیانگذار Animal Defence and Anti-Vivisection Society, شناخته‌شده برای ماجرای سگ قهوه‌ای | [ ۸۸ ]                          |
| Bob Linden                                         |              |                        | ایالات متحده آمریکا | میزبان Go Vegan Radio | [ ۸۹ ]                          |
| Ludvig Lindström                                   | ۱۹۷۵         |                        | سوئد | کنشگر حقوق جانوران، بنیانگذار Global Happiness Organization | [ ۹۰ ]                          |
| Andrew Linzey                                      | ۱۹۵۱         |                        | انگلستان | Theologian, بنیانگذار Oxford Centre for Animal Ethics | [ ۹۱ ]                          |
| Howard Lyman                                       | ۱۹۳۸         |                        | ایالات متحده آمریکا | نویسنده و activist, نویسندهٔ Mad Cowboy | [ ۹۲ ]                          |
| Dan Lyons                                          |              |                        | بریتانیا | مدیر اجرایی، Centre for Animals and Social Justice | [ ۹۳ ]                          |
| Jo-Anne McArthur                                   | ۱۹۷۶         |                        | کانادا | عکاس، بنیانگذار ما جانوران موضوع و پروژهٔ The Ghosts in Our Machine | [ ۹۴ ]                          |
| لیندا مک کارتنی                                    | ۱۹۴۱–۱۹۹۸    |                        | ایالات متحده آمریکا | Photographer, موسیقی‌دان، بنیانگذار Linda McCartney Foods | [ ۹۵ ]                          |
| پل مک‌کارتنی                                        | ۱۹۴۲         |                        | انگلستان | موسیقی‌دان، کارزارکنندهٔ بنیاد مردمی رعایت اصول اخلاقی در برابر جانوران |                                 |
| کالین مکگین                                        | ۱۹۵۰         |                        | انگلستان | فیلسوف | [ ۹۶ ]                          |
| Charles R. Magel                                   | ۱۹۲۰–۲۰۱۴    |                        | ایالات متحده آمریکا | استاد بازنشستهفلسفه و اخلاق Moorhead State University, کنشگر حقوق جانوران و bibliographer | [ ۹۷ ]                          |
| بیل مار                                            | ۱۹۵۶         |                        | ایالات متحده آمریکا | کمدین، هیئت مدیرهٔ بنیاد مردمی رعایت اصول اخلاقی در برابر جانوران | [ ۹۸ ]                          |
| Keith Mann                                         |              |                        | انگلستان | کنشگر حقوق جانوران، نویسندهٔ From Dusk 'til Dawn: An Insider's View of the Growth of the Animal Liberation Movement (2007)                                                                        | [ ۹۹ ]                          |
| Jeffrey Moussaieff Masson                          | ۱۹۴۱         |                        | ایالات متحده آمریکا | تحلیلگر پیشین روان‌شناسی، نویسندهٔ When Elephants Weep (1995) | [ ۱۰۰ ]                         |
| Dan Mathews                                        | ۱۹۶۴         |                        | ایالات متحده آمریکا | معاون اول بنیاد مردمی رعایت اصول اخلاقی در برابر جانوران | [ ۱۰۱ ]                         |
| Gauri Maulekhi                                     |              |                        | هند | کنشگر حقوق جانوران، عضو دبیر مردمی برای جانوران Uttarakhand, معتمد مردمی برای جانوران، مشاور Humane Society International و معتمد People for Animals India                                       | [ ۱۰۲ ] [ ۱۰۳ ] [ ۱۰۴ ] [ ۱۰۵ ] |
| برایان می                                          | ۱۹۴۷         |                        | بریتانیا | موسیقی‌دان/گیتارنواز کوئین و بنیانگذار Save Me | [ ۱۰۶ ]                         |
| مری میجلی                                          | ۱۹۱۹–۲۰۱۸    |                        | انگلستان | استاد فلسفه در دانشگاه نیوکاسل (بازنشسته), نویسندهٔ Animals And Why They Matter (1983) | [ ۱۰۷ ]                         |
| هدر میلز                                           | ۱۹۶۸         |                        | بریتانیا | کارزارکنندهٔ ویوا! (سازمان) | [ ۱۰۸ ]                         |
| موبی                                               | ۱۹۶۵         |                        | ایالات متحده آمریکا | موسیقی‌دان، DJ, released Animal Rights (1996) | [ ۱۰۹ ]                         |
| شان مونسون                                         | ۱۹۵۸         |                        | ایالات متحده آمریکا | کارگردان ساکنان زمین (فیلم مستند) (۲۰۰۵) | [ ۱۱۰ ]                         |
| جی. هاوارد مور                                     | ۱۸۶۲–۱۹۱۶    |                        | ایالات متحده آمریکا | جانورشناس، فیلسوف، آموزشگر، جامعه‌شناس و نویسندهٔ The Universal Kinship (1906) | [ ۱۱۱ ]                         |
| José Ferrater Mora                                 | ۱۹۱۲–۱۹۹۱    |                        | Spain | فیلسوف، مفتخر به Ferrater Mora Oxford Centre for Animal Ethics | [ ۱۱۲ ]                         |
| موریسی                                             | ۱۹۵۹         |                        | انگلستان | موسیقی‌دان |                                 |
| Jesús Mosterín                                     | ۱۹۴۱–۲۰۱۷    |                        | اسپانیا | اساد منطق و فلسفهٔ علم در دانشگاه بارسلونا، /رئیس افتخاری اسپانیایی Great Ape Project | [ ۱۱۳ ]                         |
| اینگرید نوکرک                                      | ۱۹۴۹         |                        | بریتانیا | بنیانگذار و رئیس بنیاد مردمی رعایت اصول اخلاقی در برابر جانوران | [ ۱۱۴ ]                         |
| David Nibert                                       | ۱۹۵۳         |                        | ایالات متحده آمریکا | Abolitionist, استاد علوم اجتماعی در دانشگاه ویتنبرگ آمریکا | [ ۱۱۵ ]                         |
| Heather Nicholson                                  | ۱۹۶۷         |                        | بریتانیا | بنیانگذار Consort beagles, کارزارهای Hillgrove cats و SHAC | [ ۱۱۶ ]                         |
| Jack Norris                                        | ۱۹۶۷         |                        | ایالات متحده آمریکا | بنیانگذار و مدیر اجرایی Vegan Outreach, vegan, نویسندهٔ Vitamin B12: Are You Getting It? و Staying Healthy On Plant-Based Diets, عضو Animal Rights Hall of Fame                                   |                                 |
| مارتا نوسبوم                                       | ۱۹۴۷         |                        | ایالات متحده آمریکا | خدمن برجسته ارنست فروید، استاد حقوق و اخلاق در دانشگاه شیکاگو | [ ۱۱۷ ]                         |
| Natasja Oerlemans                                  | ۱۹۶۹         |                        | هلند | سیاستمدار، Party for the Animals | [ ۱۱۸ ]                         |
| David Olivier                                      | ۱۹۵۶         |                        | فرانسه | فیلسوف و کنشگر antispeciesist, بنیانگذار مجلهٔ Les Cahiers antispécistes | [ ۱۱۹ ]                         |
| استر آووهاند                                       | ۱۹۷۶         |                        | هلند | عضو پارلمان، Party for the Animals | [ ۱۲۰ ]                         |
| Kelly Overton                                      |              |                        | ایالات متحده آمریکا | مدیر اجرایی حمایت مردمی از جانوران و زیستگاه‌هایشان | [ نیازمند منبع ]                |
| Alex Pacheco                                       | ۱۹۵۸         |                        | ایالات متحده آمریکا | بنیانگذار بنیاد مردمی رعایت اصول اخلاقی در برابر جانوران | [ ۱۲۱ ]                         |
| Colleen Patrick-Goudreau                           | ۱۹۷۰         |                        | ایالات متحده آمریکا | نویسنده، هوادار جانوران، تهیه‌کننده پادکست |                                 |
| David Pearce                                       | ۱۹۵۹         |                        | بریتانیا | فیلسوف، گیاه‌خوار و کنشگر جانوران | [ ۱۲۲ ]                         |
| مرگ جیل فیپس                                       | ۱۹۶۴–۱۹۹۵    |                        | انگلستان | کنشگر حقوق جانوران، کارزار علیه live export | [ ۱۲۳ ]                         |
| واکین فینیکس                                       | ۱۹۷۴         |                        | پورتوریکو (ایالات متحده آمریکا) | Actor, کنشگر حقوق جانوران، نویسنده متن فیلم ساکنان زمین (فیلم مستند) (۲۰۰۵) و قلمرو (فیلم ۲۰۱۸) (۲۰۱۸)                                                                                           | [ ۱۲۴ ]                         |
| جیمز ریچلز                                         | ۱۹۴۱–۲۰۰۳    |                        | ایالات متحده آمریکا | فیلسوف | [ ۱۲۵ ]                         |
| تام ریگان                                          | ۱۹۳۸–۲۰۱۷    |                        | ایالات متحده آمریکا | استاد بازنشسته فلسفه در دانشگاه ایالتی کارولینای شمالی، نویسندهٔ The Case for Animal Rights (1983)                                                                                                | [ ۱۲۶ ]                         |
| Qiu Renzong                                        | ca. 1933     |                        | چین | اخلاق زیستی | [ ۱۲۷ ]                         |
| Dorothy Burney Richards                            | ۱۸۹۴–۱۹۸۵    |                        | ایالات متحده آمریکا | بنیانگذار Beaversprite, director of Defenders of Wildlife 1948–1976 | [ ۱۲۸ ]                         |
| Nathaniel Peabody Rogers                           | ۱۷۹۴–۱۸۴۶    |                        | ایالات متحده آمریکا | Abolitionist نویسنده | [ ۱۲۹ ]                         |
| برنار رولن                                         | ۱۹۴۳–۲۰۲۱    |                        | ایالات متحده آمریکا | استاد فلسفه، علوم جانوری، و علوم بیومدیکال در دانشگاه ایالتی کلرادو | [ ۱۳۰ ]                         |
| Craig Rosebraugh                                   | ۱۹۷۲         |                        | ایالات متحده آمریکا | نویسنده، محیط زیستی، کنشگر حقوق جانوران | [ ۱۳۱ ]                         |
| Zoe Rosenberg                                      | ۲۰۰۲         |                        | ایالات متحده آمریکا | بنیانگذار پناهگاه جانوران، کنشگر حقوق جانوران | [ ۱۳۲ ]                         |
| مارک رولندز                                        | ۱۹۶۲         |                        | ولز | استاد فلسفه در دانشگاه میامی (فلوریدا), نویسندهٔ The Philosopher and the Wolf (2008) | [ ۱۳۳ ]                         |
| Nathan Runkle                                      | ca. 1984     |                        | ایالات متحده آمریکا | بنیانگذار و مدیر اجرایی شفقت برای حیوانات | [ ۱۳۴ ]                         |
| Regan Russell                                      | ۱۹۵۵–۲۰۲۰    |                        | کانادا دومین کانادایی حمله‌شده توسط یک راننده حمل خوک، ; در صحنه کشته شد در حالی‌که در یک مراسم animal vigil از طریق Toronto Pig Save شرکت کرده بود. | [ ۱۳۵ ] |                                 |
| Richard D. Ryder                                   | ۱۹۴۰         |                        | انگلستان | روان‌شناس، شناخته شد با «گونه‌پرستی» در سال ۱۹۷۰ | [ ۱۳۶ ]                         |
| Henry Stephens Salt                                | ۱۸۵۱–۱۹۳۹    |                        | انگلستان | کارزار حقوق شهروندی، نویسندهٔ Animals' Rights: Considered in Relation to Social Progress (1892)                                                                                                   | [ ۱۳۷ ]                         |
| Becky Sanstedt                                     | ca. 1960     |                        | ایالات متحده آمریکا | کنشگر حقوق جانوران، بازرس پیشین Farm Sanctuary | [ ۱۳۸ ]                         |
| Steve F. Sapontzis                                 | ۱۹۴۵         |                        | ایالات متحده آمریکا | استاد بازنشسته فلسفه دانشگاه ایالتی کالیفرنیا در ایست بی، نویسندهٔ Morals, Reason, and Animals (1987)                                                                                             | [ ۱۳۹ ]                         |
| Anuradha Sawhney                                   |              |                        | هند | رئیس هندی اقدامات برای بنیاد مردمی رعایت اصول اخلاقی در برابر جانوران | [ ۱۴۰ ]                         |
| Jérôme Segal                                       | ۱۹۷۰         |                        | فرانسه-اتریش | ستون‌نویس، تاریخدان و نویسندهٔ Animal radical: Histoire et sociologie de l'antispécisme ("Animal radical: The history and sociology of antispeciesism")                                            | [ ۱۴۱ ]                         |
| Rakesh Shukla                                      | ۱۹۷۱         |                        | هند | اجرای خانه سگ‌ها در بنگلور; در گذشته یک کارآفرین نرم‌افزار | [ ۱۴۲ ] [ ۱۴۳ ]                 |
| ایزاک بشویس سینگر                                  | ۱۹۰۲–۱۹۹۱    |                        | لهستان | برنده ۱۹۷۸ جایزه نوبل ادبیات | [ ۱۴۴ ]                         |
| پیتر سینگر                                         | ۱۹۴۶         |                        | استرالیا | فیلسوف، نویسندهٔ آزادی حیوانات (۱۹۷۵) | [ ۱۴۵ ]                         |
| Willie Smits                                       | ۱۹۵۷         |                        | هلند | حفاظت‌گرا، بنیانگذار Borneo Orangutan Survival Foundation | [ ۱۴۶ ]                         |
| Amy Soranno                                        | ۱۹۹۳/۱۹۹۴    |                        | کانادا | کنشگر حقوق جانوران در بریتیش کلمبیا | [ ۱۴۷ ]                         |
| Henry Spira                                        | ۱۹۲۷–۱۹۹۸    |                        | ایالات متحده آمریکا | کنشگر حقوق جانوران، بنیانگذار Animal Rights International | [ ۱۴۸ ]                         |
| Gary Steiner                                       |              |                        | ایالات متحده آمریکا | John Howard Harris استاد فلسفه در دانشگاه بوکنل | [ ۱۴۹ ]                         |
| William O. Stephens                                | ۱۹۶۲         |                        | ایالات متحده آمریکا | استاد بازنشسته فلسفه دانشگاه کریتون | [ ۱۵۰ ]                         |
| Pelle Strindlund                                   | ۱۹۷۱         |                        | سوئد | نویسنده، عضو بنیانگذار the Rescue Service | [ ۱۵۱ ]                         |
| کس سانستاین                                        | ۱۹۵۴         |                        | ایالات متحده آمریکا | استاد حقوق در مدرسه حقوق هاروارد، دفتردار کاخ سفید Office of Information and Regulatory Affairs                                                                                                  | [ ۱۵۲ ]                         |
| David Sztybel                                      | ۱۹۶۷         |                        | کانادا | فیلسوف، نویسنده | [ ۱۵۳ ]                         |
| Sunaura Taylor                                     | ۱۹۸۲         |                        | ایالات متحده آمریکا | هنرمند و نویسنده | [ ۱۵۴ ]                         |
| Marianne Thieme                                    | ۱۹۷۲         |                        | هلند | عضو پارلمان، Party for the Animals | [ ۱۵۵ ]                         |
| Darren Thurston                                    | ca. 1970     |                        | کانادا | کنشگر حقوق جانوران | [ ۱۵۶ ]                         |
| Bob and Jenna Torres                               |              |                        | ایالات متحده آمریکا | نویسنده، کنشگر حقوق جانوران و گیاه‌خواری | [ ۱۵۷ ]                         |
| توکوگاوا تسونایوشی                                 | ۱۶۴۶–۱۷۰۹    |                        | ژاپن | پنجمین شوگون پادشاهی Tokugawa ژاپن، پایه‌گذار قوانین حمایت جانوران در ۱۶۹۵ | [ ۱۵۸ ]                         |
| Andrew Tyler                                       | ۱۹۴۶–۲۰۱۷    |                        | بریتانیا | مدیر Animal Aid | [ ۱۵۹ ]                         |
| Jerry Vlasak                                       | ۱۹۵۸         |                        | ایالات متحده آمریکا | فیزیکدان، سخنگوی دفتر مطبوعاتی آزادی جانوران | [ ۱۶۰ ]                         |
| John Vyvyan                                        | ۱۹۰۸–۱۹۷۵    |                        | انگلستان | نویسنده، نویسندهٔ The Dark Face of Science (1971) | [ ۱۶۱ ]                         |
| آلیس واکر                                          | ۱۹۴۴         |                        | ایالات متحده آمریکا | نویسنده | [ ۱۶۲ ]                         |
| دونالد واتسون                                      | ۱۹۱۰–۲۰۰۵    |                        | انگلستان | بنیانگذار مجمع وگن بریتانیایی | [ ۱۶۳ ]                         |
| Robin Webb                                         | ۱۹۴۵         |                        | انگلستان | سخنگوی انگلیسی دفتر مطبوعاتی آزادی جانوران | [ ۱۶۴ ]                         |
| بتی وایت                                           | ۱۹۲۲–۲۰۲۱    |                        | ایالات متحده آمریکا | بازیگر، نویسنده، کمدین و کنشگر حقوق جانوران |                                 |
| Caroline Earle White                               | ۱۸۳۳–۱۹۱۶    |                        | ایالات متحده آمریکا | بنیانگذار Pennsylvania Society for the Prevention of Cruelty to Animals, بنیانگذار جمعیت ضدزنده‌شکافی آمریکا                                                                                      | [ ۳۷ ]                          |
| لیز وایت                                           | c. 1950      |                        | کانادا | رهبر Animal Alliance Environment Voters Party of Canada | [ ۱۶۵ ]                         |
| Steven M. Wise                                     | ۱۹۵۲         |                        | ایالات متحده آمریکا | استاد حقوق، نویسندهٔ Rattling the Case: Toward Legal Rights for Animals (2000) | [ ۱۶۶ ]                         |
| اورزولا وولف                                       | ۱۹۵۱         |                        | آلمان | فیلسوف، نویسندهٔ Das Tier in der Moral (1990) | [ ۱۶۷ ]                         |
| Philip Wollen                                      | ۱۹۵۰         |                        | هند | انسان‌دوست استرالیایی، محیط زیستی و کنشگر حقوق جانوران |                                 |
| Gretchen Wyler                                     | ۱۹۳۲–۲۰۰۷    |                        | ایالات متحده آمریکا | بازیگر، رقاص، کنشگر حقوق جانوران، و بنیانگذار Genesis Awards برای کارهای برجسته که آگاهی عمومی دربارهٔ مسائل جانوری را بالا می‌برد.                                                                | [ ۱۶۸ ]                         |
| Jon Wynne-Tyson                                    | ۱۹۲۴–۲۰۲۰    |                        | انگلستان | بنیانگذار Centaur Press, نویسندهٔ The Extended Circle: A Commonplace Book of Animal Rights (1985)                                                                                                 | [ ۱۶۹ ]                         |
| Roger Yates                                        | ۱۹۵۷         |                        | انگلستان | جامعه2شناس, بنیانگذار Vegan Ireland: The Vegan Society of Ireland | [ ۱۷۰ ]                         |
| Peter Daniel Young                                 |              |                        | ایالات متحده آمریکا | کنشگر حقوق جانوران | [ ۱۷۱ ]                         |
| Gary Yourofsky                                     | ۱۹۷۰         |                        | ایالات متحده آمریکا | کنشگر حقوق جانوران و استاد | [ ۱۷۲ ]                         |
| Benjamin Zephaniah                                 | ۱۹۵۸–۲۰۲۳    |                        | انگلستان | شاعر Rastafari, patron افتخاری مجمع وگن | [ ۱۷۳ ]                         |